# Bracon lividus
Bracon lividus är en stekelart som beskrevs av Telenga 1936. Bracon lividus ingår i släktet Bracon och familjen bracksteklar. Inga underarter finns listade.